# Клан Тернбулл
Клан Тернбулл (шотл. — Clan Turnbull) — один из кланов равнинной части Шотландии (Лоуленд). На сегодня клан не имеет признанного герольдами Шотландии вождя, поэтому называется в Шотландии «кланом оруженосцев».
- Девиз клана: I saved the King (англ.) — «Я спас короля».
- Земли клана: Роксбургшир, Селкиркшир и Ангус
- Символ клана: голова быка

## История клана Тернбулл

### Происхождение клана Тернбулл
О происхождении клана Тернбулл сохранилась легенда, которую пересказывает Гектор Бойс (гэльск. — Hector Boece). В этой легенде рассказывается, что во время войны за независимость Шотландии Уильям де Рул спас жизнь королю Шотландии Роберту Брюсу, когда на него напал разъяренный бык. За это король наградил Уильяма землями в Филипхоу, которые являются частью города Селкерк. И с того времени Уильям Рул стал называться Уильям Тернбулл. Историк Ивен скептически относился к этому сообщению и писал: «…Во многих подобных шотландских легендах и сказках название клана и фамилия соответствует истории, а не наоборот. Более вероятно, что название возникло не в результате какого-то подвига — поединки быков были популярны в Шотландии с давних времен…»
Есть версии, что название клана произошло от англосаксонского слова Trumbald — трумбалд, или от старофранцузского слова Tumbald, что означает «сильный и смелый». Из исторических хроник известен Роберт де Тернбуис (лат. — Robertus de Turnbulyes), который в 1296 году после завоевания Шотландии английским королем Эдуардом I Длинноногим присягнул ему на верность и подписал соответствующий документ «Рагманские свитки». Есть версия, что он принадлежал к клану Тернбулл, который уже тогда существовал и был его вождем.
Несмотря на то, что версии о происхождении клана Тернбулл противоречивые, историки соглашаются с тем что:
- Робер Брюс дарил Уильяму Тернбуллу земли Филипхоу[1]
- Уильям Тернбулл имел герб с изображением головы быка и девиз «Я спас короля».
- Клан Тернбулл не упоминается в исторических хрониках до 1315 года, когда Роберт Брюс дарил Уильяму земли Филипхоу. После этого название клана Тернбулл часто упоминается в исторических документах, а фамилия Рул не упоминается.

Из всех кланов Шотландского Пограничья клан Тернбулл был одним из самых беспокойных кланов — часто враждовал с соседями и  совершал рейды на территорию Англии .

### XIV век
До битвы при Халидон-Хилле в 1333 году был известен рыцарь из клана Тернбулл, которого постоянно сопровождал его огромный черный пес. Перед боем рыцарь Тербулл вызвал на поединок английского рыцаря. Сэр Роберт Бенгейл из Норфолка ответил на вызов. Во время поединка Бенгейл победил и увез в Англию в качестве трофея голову рыцаря Тернбулла и голову его пса.
Джон Тернбулл получил земли Хандлшоуп в награду за службу от короля Шотландии Давида II Стюарта.

### XV—XVIII века
Джон Тернбулл получил прозвище «Выхваченный меч» за свой вспыльчивый характер, он был в списках шотландских военнопленных в Англии, составленном около 1400 года. Уильям Тернбулл встречался с папой римским в 1433 году, он был участником собора в Глазго в 1452 году. Стивен Тёрнбулл представлял интересы Шотландии в университете Орлеана в начале XVI века. Уильям Тернбулл — епископ Глазго обращался к папе с просьбой создать в университет Глазго в 1450 году. Университет в Глазго основан в 1451 году.
Много людей из клана Тернбулл переселились в Чевиот-Хилл и в северные земли Нортумберленда под давлением короля. Но эти переселенцы сохранили верность пресвитерианской вере, которая была распространена в Шотландии. Джон Тернбулл родился в Роддаме в 1789 году в англиканском приходе Илдертон, но был крещен в соседней пресвитерианской церкви в Брентоне. Существовало много маленьких пресвитерианской церквей, разбросанных в Нортумберленде — там, где поселились шотландцы. Это Джон Тернбулл работал земельным агентом в графстве Ливерпуль и в небольшом поселке Шропшир возле Питчфорда с 1820 до 1850-х годов.

### XIX век
Майор Гордон Тернбулл принимал участие в Наполеоновских войнах. Он был в составе 2-го кавалерийского полка «Шотландских Серых» во время битвы при Ватерлоо. Несмотря на значительные преимущества французов в бою, они уничтожили легендарную кавалерию Наполеона и разгромили легендарную бригаду Ногу, захватили орел 45-го легиона. По словам Веллингтона майор Гордон Тернбулл «имел мало способностей относительно тактики, но дрался как свирепый бык». Это было воспринято кланом Тернбулл как комплимент. Брат и трое кузенов вождя кланов принимали участие в этой битве. Пятеро людей из клана Тернбулл были ранены и один человек погиб. Джеймс Гамильтон — командир «Шотландских Серых» повел в бой другой шотландский кавалерийский полк, который должен оставаться в резерве. Они захватили батарею французской артиллерии. Некоторые историки считают, что именно это решило исход битвы.
От время Гражданской войны в США прославленным генералом Конфедерации был Самюэль Макгоуэн. Его мать была из клана Тернбулл. Он командовал бригадой в знаменитой дивизии "Лёгкая дивизия Хилла. Он был несколько раз ранен. Эзра Уорнер в своей книге «Генералы в Сером» пишет, что «карьера и репутация Макгоуэна были безупречны, его слава превосходила славу любого другого командира бригады в армии Северной Вирджинии». Его двоюродный брат, майор Томас Тернбулл, командовал батареей, которая была в составе легендарной «Части Пикетта». Томас остался верным Союзу и был навсегда изгоем среди людей клана Тернбулл, которые служили Конфедерации. Томас пережил войну, а затем был уволен из армии за то, что был слишком лояльным к южанам во время реконструкции Юга в сравнении с радикальными республиканцами под руководством своего шефа и наставника Хэнкока, который также был уволен с должности председателя реконструкции в Техасе. Есть информация, что был убит его двоюродный брат во время боя с «Частью Пикетта». Судя по всему во время решающей битвы Гражданской войны столкнулись в бою родственники из клана Тернбулл.
Джон Б. Гордон имел бабушку по материнской линии из клана Тернбулл. Об этом он пишет в своей книге «Воспоминания о гражданской войне». Он был двоюродным братом другого генерала Сэма Макгоуэна. В книге он рассказывает о том, как его предки — древние шотландские воины, и эти черты и инстинкты помогли ему стать лидером армии Роберта Ли в Северной Вирджинии. Хотя у него не было никакого формального военного образования, он стал одним из самых отважных генералов Юга. Он никогда не упускал возможности начать бой. Позже он стал героем Джорджии. Генерал Роберт Ли заявил, что мужество генерала Гордона была наивысшего порядка, и что его быстрый, острый, проницательный ум сделал его блестящим и успешным солдатом в 1865 году.
Его кузен был при генерале Роберте Ли во время последних 13 недель войны. Трое братьев с фамилией Тернбулл воевали в армии генерала Роберта Ли — один погиб, двое получили ранения. 17 человек из клана Тернбулл воевали за Конфедерацию во время Гражданской войны, из них 5 погибло в бою, 7 умерли от болезней будучи в армии Конфедерации и еще 5 были ранен в бою. Скотт В. Тернбулл был на похоронах генерала Ли в 1870 году.
К клану Тернбулл принадлежал выдающийся орнитолог Уильям Тернбулл, который родился в Мидлотиане в 1820 году.

### XX век
Двое воинов из клана Тернбулл были награждены Крестом Виктории — самой престижной наградой за храбрость в бою, которая только может быть присуждена в британской армии. Самый известный из них — Джеймс Юл Тернбулл (1883—1916). Во время Первой мировой войны он самостоятельно держал оборону в течение 24 часов против целого немецкого полка, шел в наступление, защищая позиции пулеметным огнем. Английские войска пытались в это время перебросить подкрепление, но подкрепление было уничтожено шквальным огнем. Он погиб на следующий день, когда бригада шотландских горцев шла в атаку. В те дни на этом участке фронта во время жестоких боев погибло 50 000 человек с обеих сторон.
Уинстон Черчилль писал об этих событиях и о героизме шотландских солдат, которых немцы называли «Дьяволы в юбках» или «Дамы из ада» (за их форму — килты).
К клану Тернбулл принадлежал известный математик Герберт Тернбулл (1885—1961), который внес большой вклад в развитие алгебры.
Стивен Тернбулл (род. 1948), известный историк, специалист по средневековой Японии, его книги по истории Японии были изданы тиражом 6 000 000 экземпляров.

### Другие известные люди из клана Тернбулл
- Джордж Тернбулл (1809—1889), который родился недалеко от города Перт в Шотландии, его называли «Первый железнодорожный инженер Индии», он был главным инженером строительства 500-мильной первой железной дороги в 1850-х годах XIX века из Калькутты в Дели.
- Джонатан Трамбулл (1710—1785), губернатор колонии (1769—1776) и штата Коннектикут (1776—1784). Имел сыновей: Джозефа, Джонатана, Джона — известного художника
- Малкольм Тернбулл (род. 1954), австралийский политик, 29-й премьер-министр Австралии (2015—2018).

### Замки клана Тернбулл
- Замок Фатлипс
- Замок Барнхиллс-тауэр
- Замок Бедрал
- Замок Барнсхиллс
- Замок Фултон-тауэр